# جو إل. كينشيلو
جو ليونز كينشيلو (14 ديسمبر 1950-19 ديسمبر 2008) كان أستاذاً ورئيسًا لأبحاث كندا في كلية التربية في جامعة مكغيل في مونتريال، كيبك، كندا ومؤسس مشروع باولو ونيتا فريري الدولي لعلم التربية النقدي. كتب أكثر من 45 كتابًا، والعديد من فصول الكتب، ومئات المقالات في المجلات حول قضايا تشمل علم التربية النقدي، والبحوث التربوية، والدراسات الحضرية، والمعرفة، والمناهج الدراسية، والدراسات الثقافية. حصل كينشيلو على ثلاث شهادات عليا من جامعة تينيسي. وهو أب لأربعة أطفال، وعمل عن كثب في آخر 19 عامًا من حياته مع شريكته شيرلي ر. شتاينبرغ.